# Bilheteira dos cinemas em Portugal em 2014
Listas com o valor das receitas em euros (€) e o número de espectadores dos principais filmes lançados nos cinemas em Portugal, no ano de 2014.

## Filme com maior receita bruta em cada semana
| #  | Semana                         | Filme                                           | Receita bruta | Espectadores |
| -- | ------------------------------ | ----------------------------------------------- | ------------- | ------------ |
| 1  | 26 de dezembro — 1 de janeiro  | Frozen: O Reino do Gelo                         | 560 431,29 €  | 110 815      |
| 2  | 2 — 8 de janeiro               | 12 Anos Escravo                                 | 391 642,39 €  | 75 607       |
| 3  | 9 — 15 de janeiro              | O Lobo de Wall Street                           | 350 798,21 €  | 68 388       |
| 4  | 16 — 22 de janeiro             | O Lobo de Wall Street                           | 322 357,07 €  | 62 846       |
| 5  | 23 — 29 de janeiro             | Golpada Americana                               | 296 041,61 €  | 58 638       |
| 6  | 30 de janeiro — 5 de fevereiro | Golpada Americana                               | 159 970,77 €  | 31 671       |
| 7  | 6 — 12 de fevereiro            | Filomena                                        | 125 674,64 €  | 24 776       |
| 8  | 13 — 19 de fevereiro           | RoboCop                                         | 218 856,10 €  | 41 173       |
| 9  | 20 — 26 de fevereiro           | The Monuments Men - Os Caçadores de Tesouros    | 268 516,70 €  | 52 337       |
| 10 | 27 de fevereiro — 5 de março   | O Filme Lego                                    | 576 813,28 €  | 103 852      |
| 11 | 6 — 12 de março                | 300: O Início de um Império                     | 277 222,49 €  | 45 880       |
| 12 | 13 — 19 de março               | Non-Stop                                        | 152 239,27 €  | 30 408       |
| 13 | 20 — 26 de março               | Need for Speed - O Filme                        | 168 131,83 €  | 33 003       |
| 14 | 27 de março — 2 de abril       | Capitão América: O Soldado do Inverno           | 270 443,75 €  | 47 718       |
| 15 | 3 — 9 de abril                 | Rio 2                                           | 398 675,38 €  | 73 129       |
| 16 | 10 — 16 de abril               | Noé                                             | 416 382,91 €  | 81 010       |
| 17 | 17 — 23 de abril               | O Fantástico Homem-Aranha 2: O Poder de Electro | 328 080,21 €  | 55 560       |
| 18 | 24 — 30 de abril               | O Fantástico Homem-Aranha 2: O Poder de Electro | 193 546,06 €  | 33 525       |
| 19 | 1 — 7 de maio                  | Transcendence - A Nova Inteligência             | 135 930,99 €  | 26 038       |
| 20 | 8 — 14 de maio                 | Má Vizinhança                                   | 166 296,64 €  | 32 836       |
| 21 | 15 — 21 de maio                | Godzilla                                        | 260 043,64 €  | 43 499       |
| 22 | 22 — 28 de maio                | X-Men: Dias de Um Futuro Esquecido              | 307 305,94 €  | 54 412       |
| 23 | 29 de maio — 4 de junho        | X-Men: Dias de Um Futuro Esquecido              | 174 933,87 €  | 31 393       |
| 24 | 5 — 11 de junho                | Maléfica                                        | 381 886,40 €  | 70 811       |
| 25 | 12 — 18 de junho               | Maléfica                                        | 161 583,43 €  | 30 389       |
| 26 | 19 — 25 de junho               | A Culpa É das Estrelas                          | 264 629,07 €  | 52 372       |
| 27 | 26 de junho — 2 de julho       | Transformers: Era da Extinção                   | 474 125,78 €  | 82 515       |
| 28 | 3 — 9 de julho                 | Transformers: Era da Extinção                   | 278 277,52 €  | 47 373       |
| 29 | 10 — 16 de julho               | Agentes Universitários                          | 141 690,86 €  | 28 069       |
| 30 | 17 — 23 de julho               | Planeta dos Macacos: A Revolta                  | 407 101,71 €  | 73 176       |
| 31 | 24 — 30 de julho               | Sex Tape - O Nosso Vídeo Proibido               | 252 375,43 €  | 50 212       |
| 32 | 31 de julho — 6 de agosto      | Hércules                                        | 330 956,85 €  | 57 344       |
| 33 | 7 — 13 de agosto               | Guardiões da Galáxia                            | 390 609,12 €  | 68 443       |
| 34 | 14 — 20 de agosto              | Os Mercenários 3                                | 334 415,62 €  | 63 569       |
| 35 | 21 — 27 de agosto              | Lucy                                            | 577 938,19 €  | 110 263      |
| 36 | 28 de agosto — 3 de setembro   | Lucy                                            | 364 682,29 €  | 68 889       |
| 37 | 4 — 10 de setembro             | Lucy                                            | 272 952,58 €  | 51 412       |
| 38 | 11 — 17 de setembro            | Lucy                                            | 169 915,05 €  | 31 724       |
| 39 | 18 — 24 de setembro            | Maze Runner - Correr ou Morrer                  | 229 093,17 €  | 43 375       |
| 40 | 25 de setembro — 1 de outubro  | The Equalizer - Sem Misericórdia                | 224 067,50 €  | 42 290       |
| 41 | 2 — 8 de outubro               | Drácula: A História Desconhecida                | 286 767,06 €  | 53 589       |
| 42 | 9 — 15 de outubro              | Drácula: A História Desconhecida                | 199 112,10 €  | 37 645       |
| 43 | 16 — 22 de outubro             | Em Parte Incerta                                | 126 774,49 €  | 24 779       |
| 44 | 23 — 29 de outubro             | Fúria                                           | 248 778,88 €  | 47 981       |
| 45 | 30 de outubro — 5 de novembro  | Fúria                                           | 215 280,60 €  | 40 817       |
| 46 | 6 — 12 de novembro             | Interstellar                                    | 421 363,83 €  | 76 542       |
| 47 | 13 — 19 de novembro            | Interstellar                                    | 323 038,55 €  | 57 860       |
| 48 | 20 — 26 de novembro            | The Hunger Games: A Revolta - Parte 1           | 786 323,85 €  | 153 693      |
| 49 | 27 de novembro — 3 de dezembro | The Hunger Games: A Revolta - Parte 1           | 396 932,44 €  | 77 086       |
| 50 | 4 — 10 de dezembro             | Os Pinguins de Madagáscar                       | 527 748,00 €  | 99 837       |
| 51 | 11 — 17 de dezembro            | Os Pinguins de Madagáscar                       | 376 005,43 €  | 76 354       |
| 52 | 18 — 24 de dezembro            | O Hobbit: A Batalha dos Cinco Exércitos         | 775 697,28 €  | 134 010      |
| 53 | 25 — 31 de dezembro            | O Hobbit: A Batalha dos Cinco Exércitos         | 641 999,14 €  | 110 828      |

## Os 10 filmes mais vistos
| #  | Estreia                | Filme                                   | Receita bruta  | Espectadores |
| -- | ---------------------- | --------------------------------------- | -------------- | ------------ |
| 1  | 20 de novembro de 2014 | The Hunger Games: A Revolta - Parte 1   | 1 763 066,73 € | 344 075      |
| 2  | 21 de agosto de 2014   | Lucy                                    | 1 629 647,16 € | 309 196      |
| 3  | 4 de dezembro de 2014  | Os Pinguins de Madagáscar               | 1 508 016,78 € | 300 419      |
| 4  | 17 de dezembro de 2014 | O Hobbit: A Batalha dos Cinco Exércitos | 1 555 405,07 € | 267 331      |
| 5  | 3 de abril de 2014     | Rio 2                                   | 1 387 859,19 € | 266 899      |
| 6  | 6 de novembro de 2014  | Interstellar                            | 1 467 201,52 € | 263 967      |
| 7  | 9 de janeiro de 2014   | O Lobo de Wall Street                   | 1 276 628,51 € | 247 894      |
| 8  | 2 de janeiro de 2014   | 12 Anos Escravo                         | 1 253 181,47 € | 242 994      |
| 9  | 5 de junho de 2014     | Maléfica                                | 1 135 865,05 € | 217 624      |
| 10 | 10 de abril de 2014    | Noé                                     | 1 042 990,54 € | 202 501      |

## Os 10 filmes nacionais mais vistos
| #  | Estreia                 | Filme                      | Receita bruta | Espectadores |
| -- | ----------------------- | -------------------------- | ------------- | ------------ |
| 1  | 11 de setembro de 2014  | Os Maias                   | 570 358,94 €  | 115 260      |
| 2  | 27 de novembro de 2014  | Virados do Avesso          | 550 441,04 €  | 106 736      |
| 3  | 25 de setembro de 2014  | Os Gatos não Têm Vertigens | 476 854,94 €  | 93 273       |
| 4  | 3 de abril de 2014      | Sei Lá                     | 315 425,90 €  | 61 730       |
| 5  | 30 de outubro de 2014   | Mau Mau Maria              | 267 410,29 €  | 51 799       |
| 6  | 31 de julho de 2014     | Ruas Rivais                | 191 276,64 €  | 36 365       |
| 7  | 20 de fevereiro de 2014 | Eclipse em Portugal        | 60 386,94 €   | 11 773       |
| 8  | 18 de setembro de 2014  | Alentejo, Alentejo         | 27 916,20 €   | 10 624       |
| 9  | 4 de dezembro de 2014   | Variações de Casanova      | 19 310,56 €   | 4 342        |
| 10 | 23 de outubro de 2014   | Getúlio                    | 17 263,26 €   | 3 729        |

Nota: A cor de fundo       indica que o filme foi coproduzido com outros países.

## Exibição por distrito / região autónoma
| Distrito         | Ecrãs | Lugares | Sessões | Receita bruta   | Espectadores |
| ---------------- | ----- | ------- | ------- | --------------- | ------------ |
| Aveiro           | 26    | 6 060   | 23 761  | 1 871 749,84 €  | 363 451      |
| Beja             | 9     | 2 854   | 301     | 35 857,70 €     | 13 077       |
| Braga            | 36    | 7 656   | 32 778  | 3 477 208,06 €  | 700 851      |
| Bragança         | 2     | 663     | 54      | 8 975,00 €      | 3 551        |
| Castelo Branco   | 9     | 2 094   | 5 043   | 331 877,75 €    | 66 586       |
| Coimbra          | 30    | 5 682   | 28 597  | 2 485 330,54 €  | 472 011      |
| Évora            | 8     | 1 850   | 352     | 34 742,94 €     | 18 419       |
| Faro             | 38    | 5 783   | 43 801  | 3 372 288,74 €  | 646 784      |
| Guarda           | 10    | 1 909   | 3 828   | 212 799,10 €    | 52 329       |
| Leiria           | 26    | 4 701   | 23 035  | 1 806 543,43 €  | 346 775      |
| Lisboa           | 151   | 26 936  | 213 583 | 25 669 267,19 € | 4 725 362    |
| Portalegre       | 2     | 648     | 25      | 2 394,50 €      | 814          |
| Porto            | 90    | 17 261  | 114 993 | 12 858 870,53 € | 2 641 474    |
| Santarém         | 15    | 2 845   | 11 247  | 811 226,25 €    | 157 003      |
| Setúbal          | 44    | 8 557   | 46 269  | 5 997 483,53 €  | 1 145 511    |
| Viana do Castelo | 7     | 1 198   | 5 641   | 465 259,70 €    | 98 342       |
| Vila Real        | 10    | 1 737   | 8 558   | 726 523,33 €    | 138 112      |
| Viseu            | 14    | 2 139   | 13 427  | 1 028 954,30 €  | 194 763      |
| Açores           | 5     | 1 853   | 5 483   | 453 384,50 €    | 88 772       |
| Madeira          | 13    | 2 632   | 16 108  | 1 090 820,04 €  | 216 680      |
| Total nacional   | 545   | 105 058 | 596 884 | 62 741 556,97 € | 12 090 667   |